# When a Man Loves a Woman (sång)
When a Man Loves a Woman är en sång skriven av Calvin Lewis och Andrew Wright. Låten framfördes ursprungligen av Percy Sledge.

## Om sången
Percy Sledge spelade in låten den 17 februari 1966 och släppte den som singel den 16 april samma år. Låten blev en omedelbar hit och klättrade snabbt upp till första plats på listan Billboard Hot 100 samt andra hitlistor.
Då sången skulle spelas in, så hade den vare sig titel eller sångtext. Percy Sledge fick improvisera ihop en text under inspelningen utan några som helst förberedelser. Han improviserade så pass bra att producenterna och andra som jobbade med inspelningen trodde att Sledge skrivit en text i förväg och använde sig av denna, men så var det inte.
Sången blev Sledges största hit och mest uppskattade låt, och år 1991 gjorde Michael Bolton en cover på låten, och även Boltons version hamnade snabbt etta på hitlistorna. Även Mikael Rickfors har gjort en cover på låten 1986 på sin skiva "Rickfors".
Bette Midler framför sången i filmen The Rose. Percy Sledges version får man höra i filmen When a Man Loves a Woman.
Percy Sledges inspelning medtogs i magasinet Rolling Stones lista The 500 Greatest Songs of All Time på plats 53.

## Listplaceringar
| Lista (1966)   | Position              |
| -------------- | --------------------- |
| Flandern       | 8                     |
| Frankrike      | 3                     |
| Kanada         | 1                     |
| Nederländerna  | 10                    |
| Storbritannien | 4                     |
| Sverige        | 7 (Kvällstoppen)      |
| Sverige        | 7 (Tio i topp)        |
| USA            | 1 (Billboard Hot 100) |
| Vallonien      | 4                     |
| Västtyskland   | 13                    |